# Anya Winqvist
Anya Winqvist (født Guldager i 1974) er en dansk illustrator, forfatter og plakatkunstner, født i Sydgrønland, bosat i Sverige 1995-2016.